# Список глав государств в 665 году
Список глав государств в 664 году — 665 год — Список глав государств в 666 году — Список глав государств по годам

## Америка
- Баакульское царство — К’инич Ханааб Пакаль, царь (615 — 683)
- Канульское царство — Йукно’м Ч’еен II, священный владыка (636 — 686)
- Дос-Пилас — Б'алах Чан К'авиль, царь (629 — 692)
- Караколь — Как-Ухоль-Кинич II, царь (658 — 680)
- Мутульское царство (Тикаль) — Б'алах Чан К'авиль, царь (657 — ок. 670)
- Шукууп (Копан) — К’ак'-Ути-Виц'-К’авиль, царь (628 — 695)
- Яшчилан (Пачан) — Яшун-Балам III, божественный царь (628 — 681)

## Азия
- Абхазия (Абазгия) — Феодосий I, князь (ок. 660 — ок. 680)
- Гилян (Дабюиды) — Дабюя, испахбад (640 — 676)
- Грузия —
  - Картли — Адарнасе II, эрисмтавар (650 — 684)
  - Кахетия — Адарнасе II, князь (650 — 684)
  - Лазика — Барнут I, князь (660 — 670)
  - Тао-Кларджети — Гурам II, князь (619 — 678)
- Дханьявади — Тюрия Рену, царь (648 — 670)
- Западно-тюркский каганат — Ашина Бучжень-шад, каган (657 — 667)
- Индия —
  - Бадами (Западные Чалукья) — Викрамадитья I Сатьяшрая, махараджа (654 — 678)
  - Венги (Восточные Чалукья) — Дхарашрая Джаясимха I Сарвасидхи, махараджа (641 — 673)
  - Западные Ганги — Бхувикарма, махараджа (654 — 679)
  - Кашмир — Пратападития, махараджа (ок. 661 — ок. 711)
  - Паллавы (Анандадеша) — Махамалла Нарасимхаварман I, махараджа (630 — 668)
  - Пандья — Янтаварман, раджа (640 — 670)
  - Хагда — Девахагда, царь (658 — 673)
- Кавказская Албания — Джеваншир, князь (636 — 670)
- Камарупа — Саластхамба, царь (650 — 670)
- Китай (Династия Тан) — Гао-цзун (Ли Чжи), император (649 — 683)
- Корея:
  - Когурё — Поджан, тхэван (642 — 668)
  - Силла — Мунму, ван (661 — 681)
- Наньчжао — Цицзя-ван (Мэн Синуло) , ван (649 — 674)
- Омейядов халифат — Муавия I ибн Абу Суфьян, халиф (661 — 680)
  - Ифрикия — Му'авия ибн Хюдай аль-Кинди, правитель (665 — 666)
- Паган — Пеит Тонг, король (660 — 710)
- Раджарата (Анурадхапура) — Датопа Тисса II, король (664 — 673)
- Табаристан (Баванди) — Бав, испахбад (665 — 680)
- Тарума — Тарусбава, царь (650 — 670)
- Тибет — Мангсонг Мангцэн, царь (650 — 676)
- Тямпа — Викрантаварман I, князь (ок. 653 — ок. 686)
- Ченла — Джаяварман I, раджа (657 — 681)
- Япония — Тэндзи, император (661 — 672)

## Европа
- Англия — Освиу, бретвальда (655 — 670)
  - Восточная Англия — Эльдвульф, король (664 — 713)
  - Думнония — Дунгарт ап Кулмин, король (661 — 700)
  - Кент — Эгберт I, король (664 — 673)
  - Мерсия — Вульфхер, король (658 — 675)
  - Нортумбрия — Освиу, король (655 — 670)
  - Уэссекс — Кенвал, король (643 — 645, 648 — 674)
  - Хвикке — Энфрит, король (650 — 674)
  - Эссекс —
  - * Сигхер, король (664 — 683, 687 — 689)
  - * Себби, король (664 — 695)
- Арморика — Гилкуал, король (658 — ?)
- Великая Булгария —
  - Кубрат, хан (632 — 665)
  - Батбаян, хан (665 — 668)
- Волжская Булгария — Котраг, хан (660 — 710)
- Вестготское королевство — Реккесвинт, король (653 — 672)
- Византийская империя — Констант II, император (641 — 668)
  - Африканский экзархат —
  - * Геннадий (II), экзарх (647 — 665)
  - * Элефтерий, экзарх (665 — ?)
  - Равеннский экзархат — Феодор I Каллиопа, экзарх (643 — 645, 653 — 666)
  - Неаполь — Василий, герцог (661 — 666)
- Домнония — Хэлог, король (640 — 667)
- Ирландия —
  - Диармайт мак Аэдо Слане, верховный король (658 — 665)
  - Блатмак мак Аэдо Слане, верховный король (658 — 665)
  - Сехнуссах мак Блатмайк, верховный король (665 — 671)
  - Айлех — Ферг мак Крандмаэль, король (660 — 668)
  - Коннахт — Муйрхертах Нар, король (663 — 668)
  - Лейнстер — Фианнамайл мак Маэл Туйле, король (656 — 680)
  - Мунстер —
  - * Катал Ку-Кен-Матайр, король (662 — ок. 665)
  - * Колгу, король (665 — 678)
  - Ольстер — Блатмак мак Маел Кобо, король (647 — 670)
- Лангобардское королевство — Гримоальд I, король (662 — 671)
  - Беневенто — Ромуальд I, герцог (662 — 677)
  - Сполето —
  - * Атто, герцог (650 — 665)
  - * Тразимунд I, герцог (665 — 703)
  - Фриуль — Луп, герцог (663 — 666)
- Папский престол — Виталий, папа римский (657 — 672)
- Сербия — Селемир, жупан (ок. 660 — ок. 680)
- Уэльс —
  - Брихейниог — Гулидиен, король (655 — 670)
  - Гвент — Атруис II ап Фарнвайл, король (665 — 685)
  - Гвинед — Кадваладр Благословенный, король (655 — 682)
  - Дивед — Гулидиен, король (650 — 670)
  - Поуис —
  - * Бели ап Элиуд, король (650 — ок. 665)
  - * Гуилог ап Бели, король (ок. 665 — 710)
- Франкское королевство —
  - Австразия —
  - * Хильдерик II, король (662 — 675)
  - * Вульфоальд, майордом (662 — 680)
  - Нейстрия и Бургундия —
  - * Хлотарь III, король (657 — 673)
  - * Эброин, майордом (658 — 673, 675 — 680)
  - Аквитания и Васкония — Феликс, герцог (660 — ок. 676)
  - Бавария — Теодон I, герцог (640 — ок. 680)
  - Тюрингия — Хеден I Старший, герцог (ок. 642 — ок. 687)
- Фризия — Альдгисл I, король (? — 680)
- Хазарский каганат —
  - Ирбис, каган (650 — 665)
  - Халга, каган (665 — 668)
- Швеция — Ивар Широкие Объятья, король (ок. 655 — ок. 695)
- Шотландия —
  - Галвидел — Мерфин ап Кинфин, король (ок. 655 — 682)
  - Дал Риада — Домангарт II, король (660 — 673)
  - Пикты — Дрест VI, король (663 — 672)
  - Стратклайд (Альт Клуит) — Элвин, король (658 — 693)

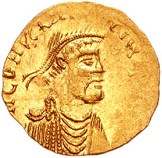
Констант II 641-668 Император Византии
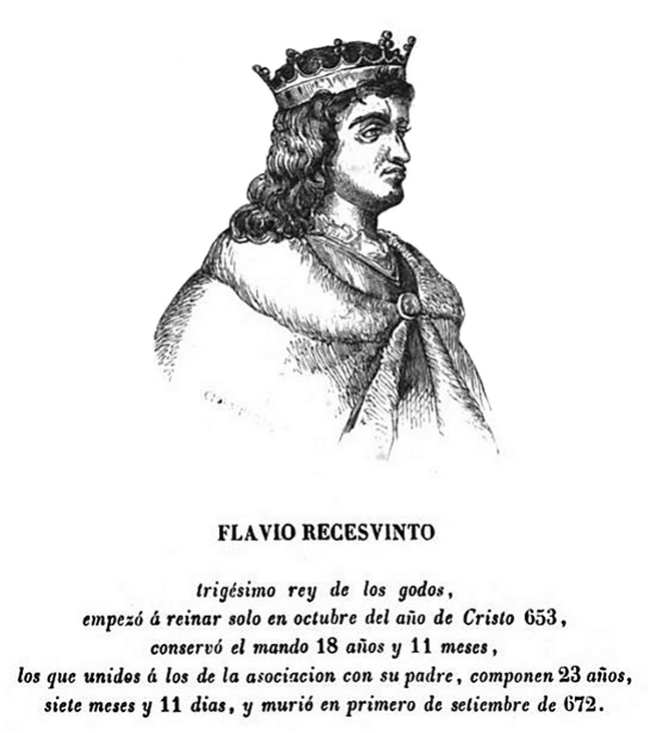
Реккесвинт 653-672 Король вестготов
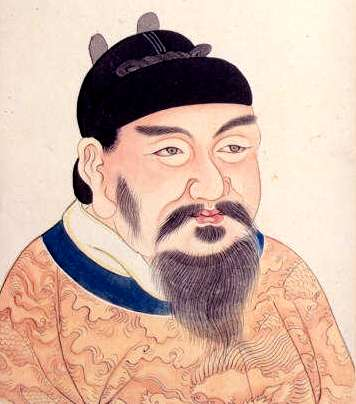
Гао-цзун 649-683 Император Китая
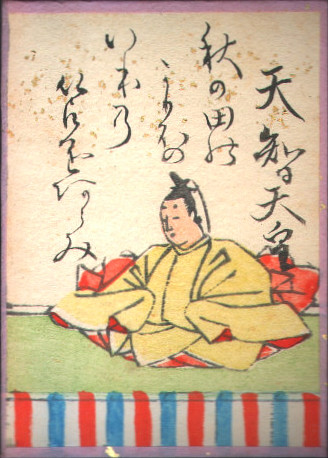
Тэндзи 661-672 Император Японии
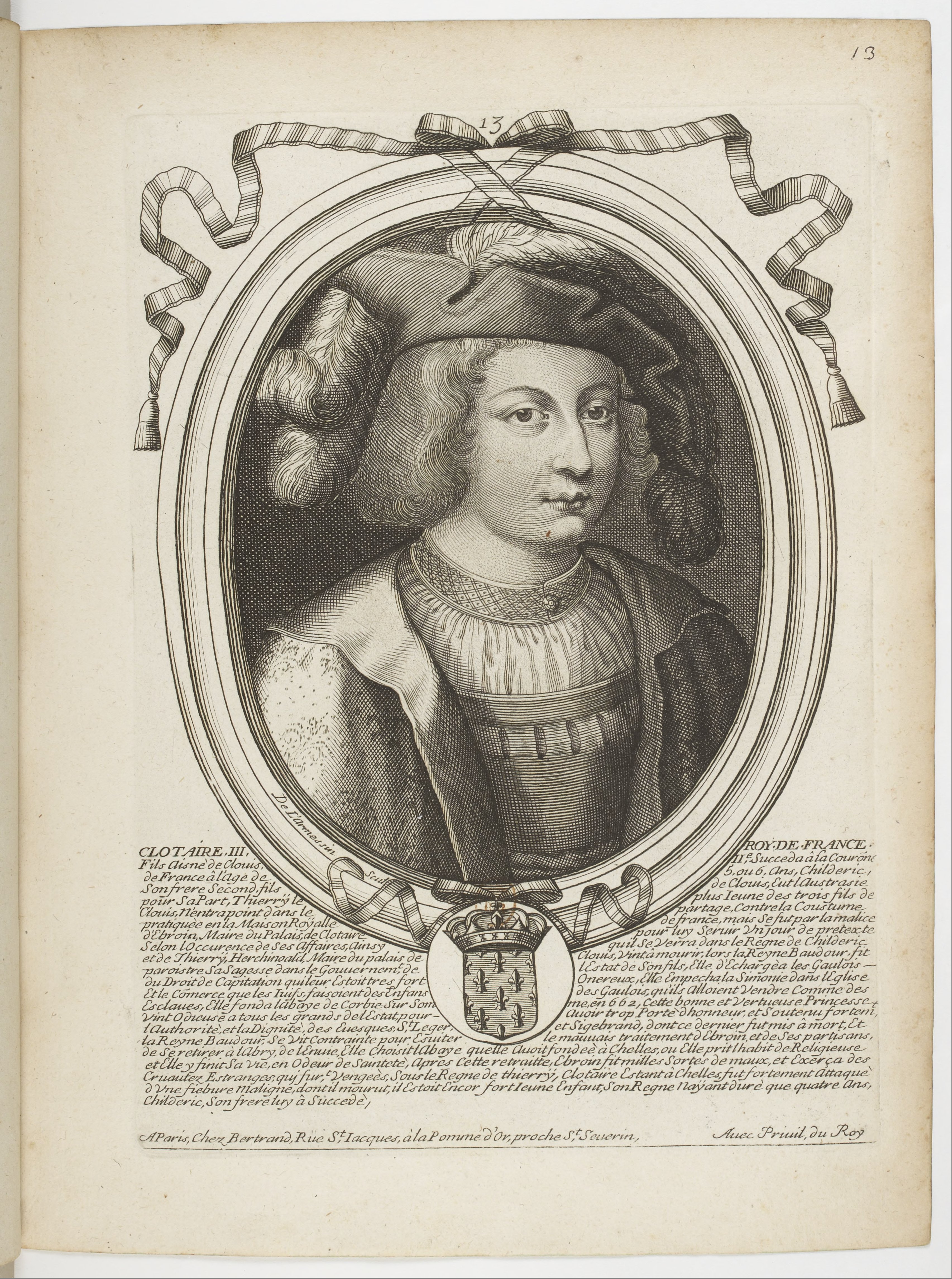
Хлотарь III 657-673 Король Нейстрии и Бургундии
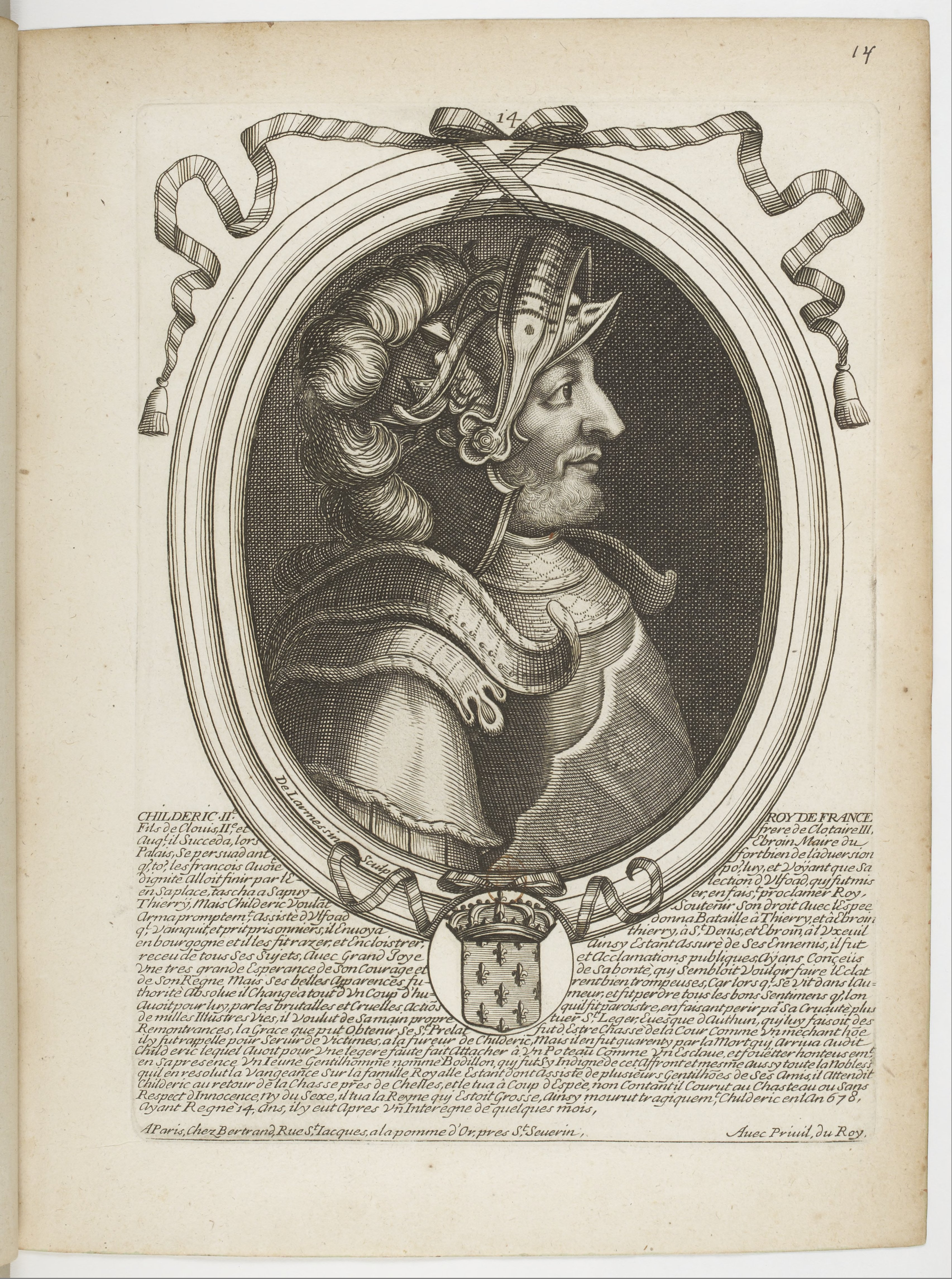
Хильперик II 662-675 Король Австразии
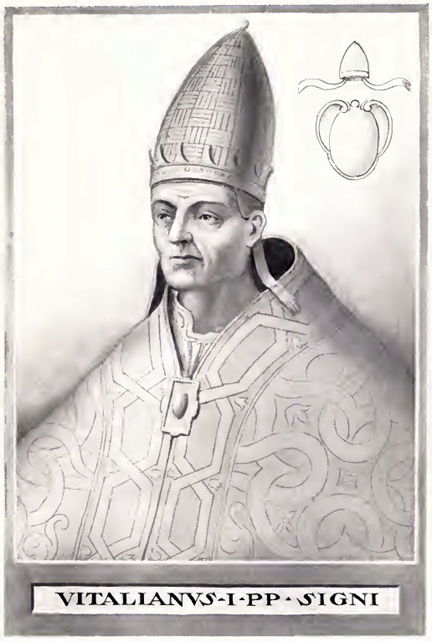
Виталий 657-672 Папа римский